# Кара бен Немси
Кара бен Немси — персонаж рассказов Карла Мая и его альтер-эго, путешественник. Он путешествовал по Северной Африке, Судану, Османской империи, Ближнему Востоку и Балканам со своим другом и слугой Халефом.
У Кара бен Немси есть вороной конь по имени Рих (с ар. رِيح — «ветер»).

## Кара бен Немси и Олд Шаттерхенд
Кара бен Немси и Олд Шаттерхенд, который путешествует по Северной Америке — это один и тот же персонаж, созданный посредством повествования от первого лица и автобиографических влияний. Это становится очевидным в рассказе Im Reiche des silbernen Löwen I (с нем. — «В королевстве серебряного льва»), в котором Олд Шаттерхенд находится в США и встречает знакомого по Ближнему Востоку, которому представляется, как Кара бен Немси. В другом рассказе, Satan und Ischariot II (с нем. — «Сатана и Искариот»), Олд Шаттерхенд отправляется в Тунис, где снова представляется, как Кара бен Немси.

## Этимология и смысл имени

### Арабский язык
Май впервые вводит термин «Немси» в рассказе Die Rose von Sokna (с нем. — «Роза Сокны»). Там он приводит термины, используемые караванщиком или арабским слугой пока ещё не названного рассказчика от первого лица, такие как «немец» и «Германия» соответственно. Имя «Кара бен Немси» впервые встречается в рассказе «Тень падишаха», позже названном Durch die Wüste und Harem (с нем. — «Через пустыню, через гарем»), опубликованном в 1880—1881 году, где оно спонтанно придумано слугой Халефом во введении: 
«Этот стойкий парень однажды спросил мое имя и действительно запомнил слово „Карл“, но, не сумев его произнести, он быстро превратил его в Кара и добавил бен Немси, „потомок немцев“».

«Через пустыню, через гарем», 1880—1881
В конце рассказа, где Май использует термины «Nemtsche-schimakler» («северные немцы из Пруссии») и «Nemtsche-memleketler» («австрийцы»), становится понятно, что он связывает термины «Немси» и «немец» с немецким государством в смысле Германского союза, а не с молодой Германской империей.
Иногда Карл Май не задумывается об имени персонажа и использует термины «Альманы», «Белад-эль-Альман» и «Альмания», имея в виду немцев и Германию соответственно.
Термин «Белад-эль-Альман» также напрямую ассоциируется с Вильгельмом I и, следовательно, с Германской империей.

### Турецкий язык
С турецкого языка времён Османской империи термин «قره» переводится как «чёрный».

В своих более поздних работах Май, по-видимому, предпочитает выводить имя «Кара» непосредственно из цвета бороды персонажа, а не из его имени:
«Что касается моего имени, меня не называли моим настоящим именем, а вместо этого, как и во время моих предыдущих путешествий, меня звали Кара Бен Немси. Кара означает „черный“, а бен Немси — „сын немцев“. Я носил темную бороду и был немцем; отсюда и это имя»

## Рассказы
Кара бен Немси появлялся во всех рассказах «Восточного цикла» и в двух рассказах о Виннету и Олде Шаттерхенде.